# Christie Hayes
Christie-Ayrna Lynne Hayes es una actriz australiana, más conocida por haber interpretado a Kirsty Sutherland en la serie australiana Home and Away. 

## Biografía
Christie es hija de Greg Hayes, tiene cinco hermanos, entre ellos: Sarah, Lilli y la actriz Katherine Hayes. 
Es muy buena amiga de los actores Sam Atwell y de Kate Garven, con quienes trabajó en Home and Away. 
El 23 de febrero de 2008 se casó con el director y actor Greg "Hats" Hatton, sin embargo la pareja se divorció en mayo del 2013.
En el 2013 Christie comenzó a salir con Daniel White, la pareja se comprometió el 31 de agosto del mismo año y en el 2016 se casaron. El 11 de octubre de 2014 la pareja le dio la bienvenida a su primer hijo, Hendrix Walter White. El 24 de abril de 2015 se anunció que Chrstie y Daniel estaban esperando a su segundo bebé, la pareja le dio la bienvenida a Harley White el 4 de septiembre de 2015. En abril del 2019 Christie anunció que ella y su esposo se habían separado.
Christie comenzó a salir con Justin Coombes-Pearce, la pareja anunció su compromiso en enero del 2020.

## Carrera
En el 2000 se unió al elenco de la serie The Search For Treasure Island donde interpretó a la princesa María.
Poco después ese mismo año obtuvo su primer papel importante en la televisión cuando se unió al elenco de la exitosa serie australiana Home and Away donde interpretó a Kirsty Sutherland hasta el 2005, más tarde regresó a la serie donde volvió a interpretar a Kirsty del 2008 hasta el 2009 cuando su personaje decidió irse de la bahía junto a su hijo Ollie después de perder al bebé que estaba esperando con Miles Copeland. En la serie su personaje tiene una hermana gemela Laura DeGoort papel que igual interpretó Christie, Laura y Kirsty fueron separadas al nacer.
En marzo del 2019 se anunció que Christie aparecería como invitada en la serie australiana Neighbours.

## Filmografía

### Series de televisión
| Año                      | Título                     | Personaje         | Notas           |
| ------------------------ | -------------------------- | ----------------- | --------------- |
| 2019 - presente          | Neighbours                 | -                 |                 |
| 2000 - 2005, 2008 - 2009 | Home and Away              | Kirsty Sutherland | 244 episodios   |
| 2008                     | Blue Water High            | Melanie           | episodio # 3.23 |
| 2000                     | Search for Treasure Island | María             | 13 episodios    |

### Películas
| Año  | Título        | Personaje    | Notas                                                                   |
| ---- | ------------- | ------------ | ----------------------------------------------------------------------- |
| 2011 | ID            | Kate         | junto a su esposo Greg Hatton, y Christopher Stollery                   |
| 2009 | Killing Kevin | -            | corto                                                                   |
| 2009 | Burden        | Jill Johnson | cortometraje - junto a Kain O'Keefe y Jon Sivewright                    |
| 2008 | Room 101      | -            | corto - junto a Kristy Mears, Nathan Dean Ramsay y Christopher Stollery |

### Productora
| Año  | Título                | Notas                       |
| ---- | --------------------- | --------------------------- |
| 2012 | My Brother Andy       | corto - productora asociada |
| 2011 | Super Massive Bankers | productora asociada         |

### Teatro
| Año  | Obra       | Personaje | Director (a) | Teatro          | Notas                                                   |
| ---- | ---------- | --------- | ------------ | --------------- | ------------------------------------------------------- |
| 2007 | Unrequited | -         | Greg Hatton  | Newtown Theatre | junto a Kate Maree Hoolihan, Scott Major y Rick Cosnett |